# 太古城襲擊事件
太古城襲擊事件是發生於2019年11月3日在香港島鰂魚涌太古城中心第二期外的斬人案，事件據報是因政見不同而起，最終導致至少5人受傷，包括時任東區區議會太古城西區議員、民主動力召集人趙家賢博士被咬斷耳殼。事後襲擊者陳真被判監禁14年半。

## 背景
11月2日，香港民間發起的「11·2維園集會」未獲不反對通知書被香港警方反對且上訴被駁回，逾130名民主派區議會選舉候選人改為於維園各自舉行「選舉聚會」，不過很快遭到警方以武力驅散。
當日執法行動備受爭議，包括有市民因在車上播放《願榮光歸香港》遇警員截查時反抗而被捕。
11月3日下午，各區都有「反警暴」公眾活動，抗議警方在11月2日的執法行動，亦有連鎖日式餐廳被破壞。警方則大舉截查可疑人士，先後衝入沙田新城市廣場及大埔超級城，有人向警察投擲雜物，警察施放胡椒噴霧，並制服多人，引起在場人士指罵警員。

## 經過

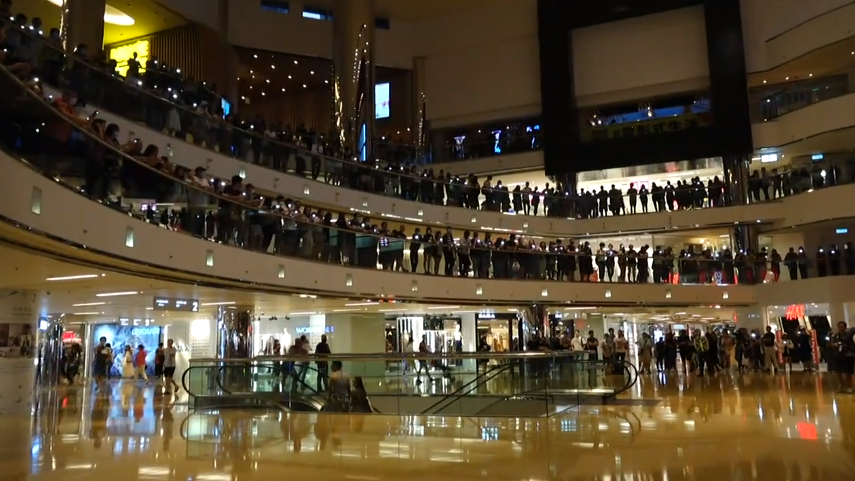
傍晚有百多人在太古城中心一期中庭參加集會

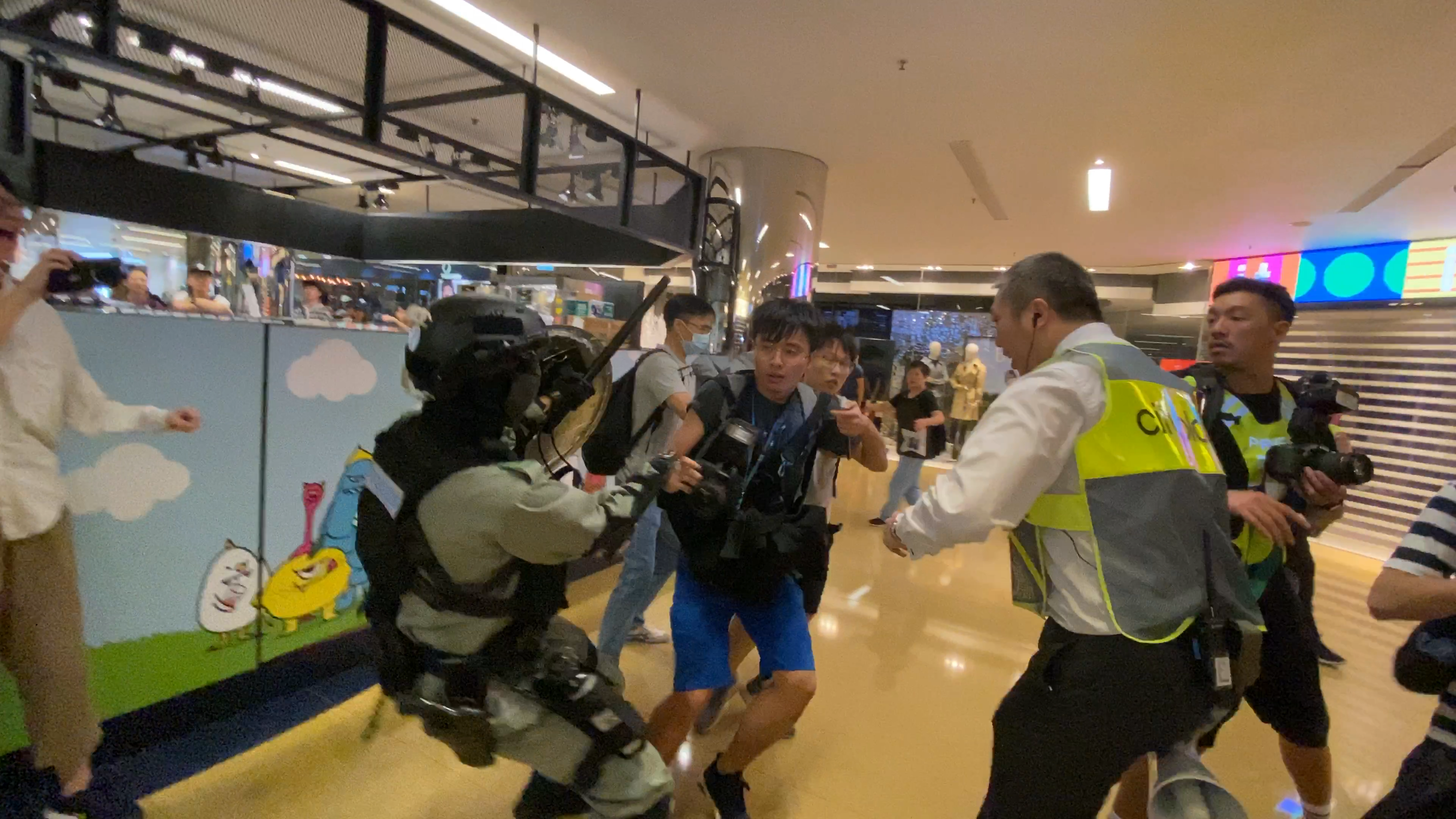
浸會大學編委記者鄧澤旻於太古城中心採訪期間被防暴警察制服及拘捕

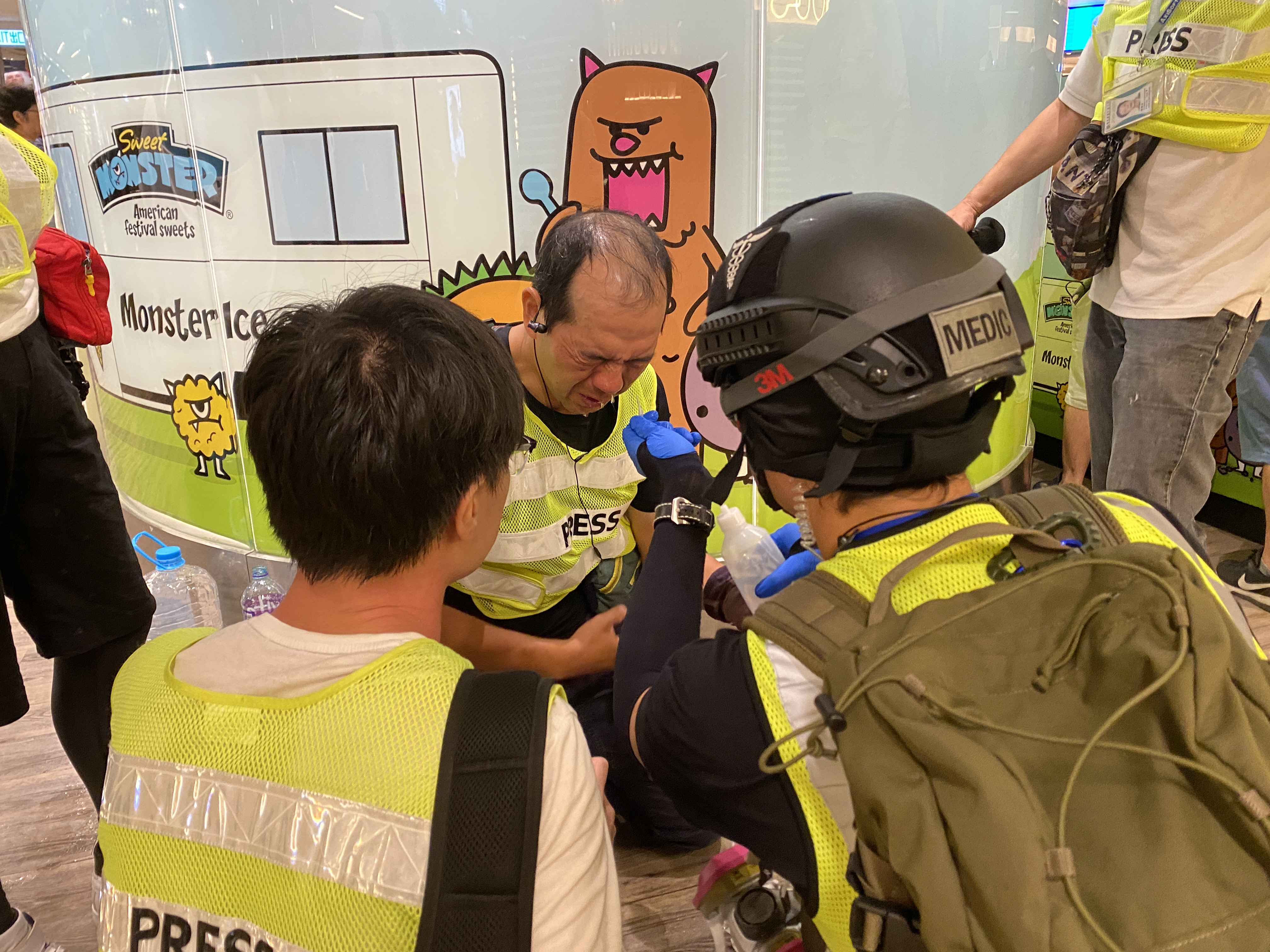
防暴警察在商場內多次施放胡椒噴霧，有記者中椒感到不適

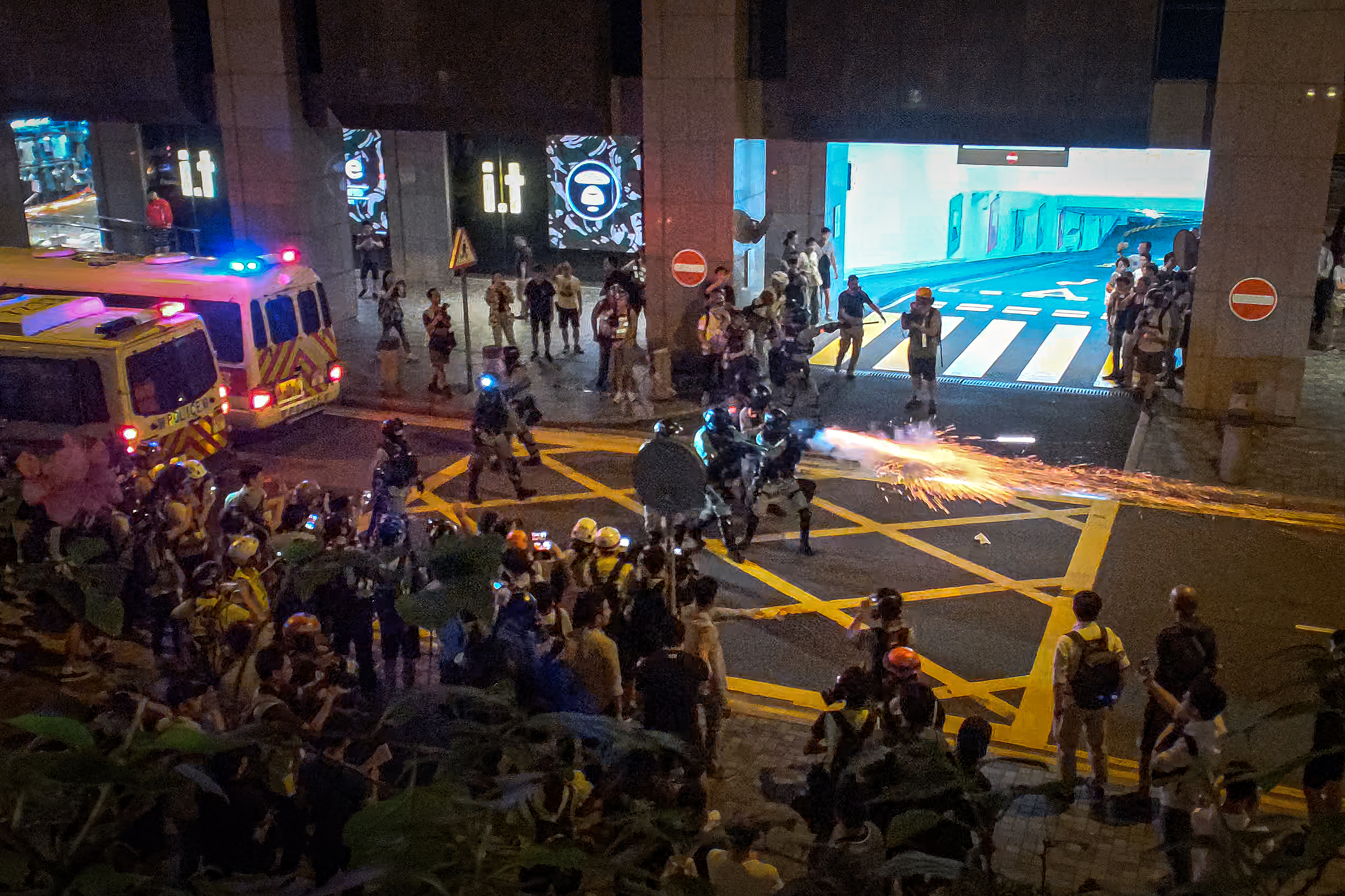
晚上10時，防暴警察準備離開時，突然施放催淚彈

### 人鏈活動
太古城中心內有市民自發舉行人鏈活動，超過100人響應，分批站在商場不同樓層，亮起手機燈光，高叫口號和唱歌，並在六時許拉起人鏈，在商場內圍繞一圈，有部分商戶關門。

### 示威者懷疑破壞美心食店 防暴警衝入商場
晚上6時15分，期間有示威者懷疑破壞美心集團旗下的酒樓北京樓以及由美心集團營運的大型美食廣場TREATS，防暴警察突然衝入商場，制服並帶走數人，又向市民舉槍並使用胡椒噴霧，當時還有不少商舖營業。警員又到不同樓層追趕，大批市民在場與警方理論，有人指罵警員。警方解釋，一批「蒙面暴徒」於下午五時許在太古城內破壞一間餐廳，遂到場處理相關罪案及採取拘捕行動。
警員之後離開商場，在街上組成防線戒備，商場在晚上七時後關閉。但仍有一批市民聚集商場內，部分人包圍保安，要求保安解釋容許警方進入商場的原因。

### 傷人事件
晚上7時35分左右，一名有精神病歷和暴力紀錄、操普通話的灰衣太古城男居民因政見問題，由太古城中心地下衝出，並在馬路撞擊一名女子，女子被撞倒地，身為註冊認可調解員的當區區議員趙家賢博士在場嘗試調停，但男子不但沒有理會，更再舉腳踢女士的頭部。灰衣男子其後在太古城中心商場地面出口與人爭吵，曾叫喊「光復台灣」，繼而從背包中取出一把水果刀襲擊抗議人士，一對姐妹、妹妹的丈夫被刀刺傷，滿地鮮血。太古城的保安曾經拉著男子，阻止對方施襲。市民質問灰衣男子為何打人，男子稱自己是「打狗」，市民將灰衣男子推至玻璃窗，男子開始打人並衝向市民，又突然緊咬趙家賢耳朵不放，把趙左邊耳殼咬破，掉落地面，滿地鮮血淋漓。
在場人士見狀，立刻包圍灰衣男子，灰衣男子突然將手持的垃圾桶甩落地上，並撲向包圍自己的人，意圖逃走，但立刻遭在場人士圍住，灰衣男子又徒手挾持一名粉紅衣男子，打算逃竄，其他人上前拯救人質，多次用雜物圍毆灰衣男子，有人揮拳及用腳踢他，導致對方滿身披血。最終大批防暴警員接報折返現場，到場制服並拘捕灰衣男子。
事件導致至少多人受傷，消防員和救護員到場為傷者急救，有人躺在地上接受治療，其中兩人分別背部和腳部受傷，大量流血。當區的太古城西區議員趙家賢博士被灰衣男咬掉耳殼，同告受傷。
約晚上8時10分，襲擊事件中的傷者（包括刀手在內）被送往東區醫院的急症室，當時有約10名軍裝警員到場。

### 事後驅散 兩名記者被捕
晚上8時20分，防暴警察再次進入太古城商場地面戒備，被大批市民指罵。警察其後於太古城制服至少一名黑衣人士，押上警車帶走。晚上8時55分，防暴警在太古城施放胡椒噴霧，包括記者和便衣警在內多人中招。混亂中，浸會大學編委記者鄧澤旻被捕，有警員對他施以涉及性暴力言語，威嚇他會被雞姦。而《立場新聞》一名特約攝影記者亦在採訪期間被警方以涉嫌阻差辦公拘捕。
晚上10時，防暴警察準備離開時，在沒有舉旗下施放數枚催淚彈後離去。不少人吸入催淚氣體後不適，在場的立法會議員范國威亦受影響，需要義務救護員協助。

## 傷者
襲擊中總共有五名傷者，情況如下：

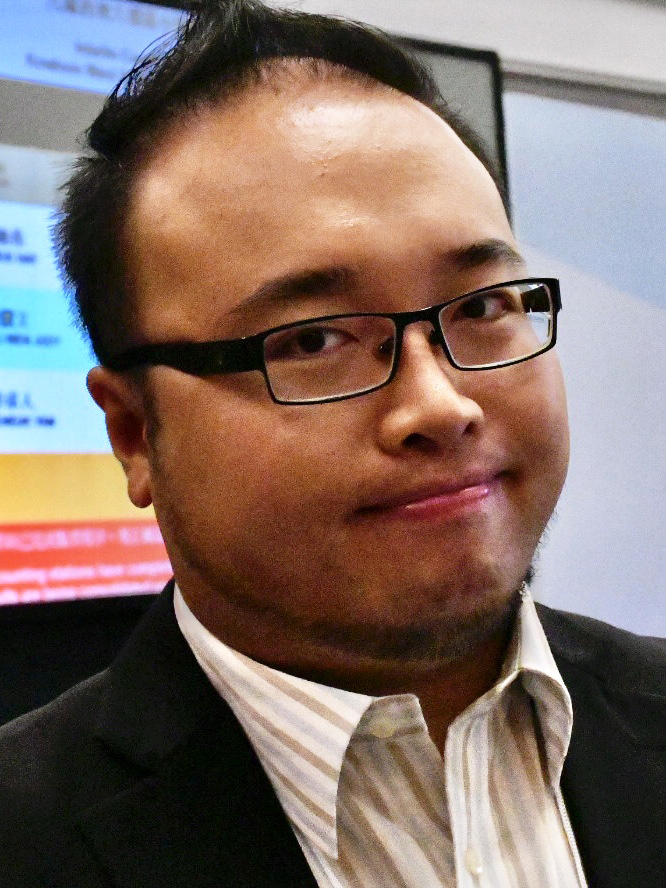
傷者之一的趙家賢

- 灰衣刀手：被投擲垃圾桶、並拳打腳踢導致頭破血流，情況危殆；[31]
- 遇襲夫婦的丈夫：背部及腹部共中九刀，傷及腸臟，在深切治療部留醫，情況危殆；[32]
- 遇襲夫婦的妻子：手腳中刀，情況嚴重；[33][34]
- 嘗試調停的區議員趙家賢：左耳被咬裂，嚴重流血，耳朵碎片脫落地面，情況嚴重；[31]
- 一名男子：情況穩定。[35]

## 拘捕
警方其後拘捕及落案檢控涉嫌「咬耳」傷人的48歲男子陳真，他被控非法及惡意傷害三人，另被控同日在同一地點襲擊一名女事主。
而執行私刑的23歲及29歲男子被控襲擊致造成身體傷害罪。
2020年1月2日，一名40歲姓吳郵差到柴灣警署自首，警方以涉嫌襲擊致造成實際身體傷害把他拘捕。同日警方持法庭手令進入香港郵政的中央郵件中心，在該名郵差的更衣室儲物櫃進行蒐證。案件交由東區警區重案組跟進。香港郵政證實事件，該名郵差在非辦公地點被警方拘捕，並獲准保釋。

## 法庭提堂
被警方被兩項有意圖而傷人及一項有意圖而導致身體嚴重傷害罪的48歲男子陳真，原訂於2019年11月5日於東區裁判法院提堂，惟被告仍然留醫，押至11月8日再訊，期間被告交由警方看管。
2019年11月12日被告出庭，由於案件嚴重，不准保釋，須還押監房看管。案件押後2020年1月3日再訊。
2020年3月31日再提堂，控方修訂涉傷趙家賢的罪行詳情，以及新增一項普通襲擊罪，控方另透露將會轉介本案至高等法院處理。被告沒有保釋申請，故他押後期間會繼續還押。案件將於5月11日再訊。
案件於2021年11月15日開審，案件預料審訊14日。趙家賢作供指當時聽到「啪喇」一聲後便感到劇痛，形容「永世記得」當時聽到的聲音。而被告自辯稱當日喝了酒後離開自己的家，路過途中聽到有人高叫「光復香港」之類的說話後，他亦隨口叫了一句「光復台灣」，之後稱被人追住並叫罵，又指有人衝出來打他。而他醒來時已被鎖上手銬，對當日警方指傷人表示毫無印象。
到2021年12月8日，由4女3男組成的高院陪審團經過4個多小時後商議後，裁定被告陳真3項蓄意嚴重傷人及1項普通襲擊罪成。法官把案件押後至2022年2月9日判刑，但其後因疫情而再次押後判刑。到同年4月19日，法官張慧玲指出3名事主出現創傷後遺症，表示對重返太古城感到極度恐慌。而被告咬甩趙家賢左耳的行為「非常野蠻，令人難以置信」。考慮到被告在事後遭「私了」，身體受嚴重傷害，加上家人亦被「起底」，故扣減6個月刑期，監禁14年半。被告不滿判決作出上訴，在2023年4月25日獲上訴庭批准。陳真一方透露陳向4名事主賠償及相關訟費逾500多萬元。律政司陳辭稱14年半刑期值得斟酌，但重申案情嚴重，判刑應逾10年。

## 反應

### 民主派
民主派議員事發後到東區醫院探望傷者，其後見記者。民主黨的涂謹申透露趙家賢接受急救後已獲安排上病房，又引述趙家賢表示擔心警方會濫用暴力驅散，呼籲太古城街坊停止集結。涂氏補充道稱，據他了解，今日聚集在太古城的市民本身是以唱歌等方式，和平表達訴求，沒有人使用任何暴力，但警方突然進行驅散。涂謹申又指，施襲者帶刀去太古城中心，顯示他是有備而來，行為是絕對不應該。
襲擊翌日早上，民主黨的林卓廷表示趙家賢已完成手術，接回其耳殼。
11月13日，趙家賢在個人網站表示，他在遇襲當晚深夜接受左耳的耳廓接駁手術，經過一星期的治療後，醫生確診軟骨無法有效供應養分致壞死，最終耳廓要移除。他重申，身為當區民選議員，當晚一心希望阻止區內有更多市民受傷，並再次譴責親政府人士意圖殺傷市民的暴力行為，又懇請各位市民及年青人要保護好自己，不能低估專權一方的暴力與險惡。由於相關案件已進入司法程序，趙不便對案情作評論，亦不評論行兇者之背景。

### 親中派及左派傳媒
親中派當日未有就太古城襲擊發表聯合聲明，太古城西的區議會候選人經民聯丁煌強烈譴責任何形式的暴力行徑，表示「平安太古要安寧」。港區全國人大代表、工聯會會長吳秋北回應事件則稱民主派終被暴力反噬，呼籲民主派譴責「暴徒」。
左派報章《大公報》報導時，形容民主派現身太古城的舉動是「抽水」慰問。報章的社評僅提及「數十人以『私刑』圍毆一名『普通市民』」，又質疑趙家賢現身以及其後發生的一系列暴力事件並非偶然。文中批評「『亂港派』候選人縱暴，導致暴力演變至當日地步」。最後又抨擊「『蒙面暴徒』處於極度瘋狂狀態」，有機會發生更惡劣的人命傷亡。

### 特區政府
政府當晚近11時發表新聞稿，嚴厲譴責太古城在內多區的襲擊和破壞行為，批評危害市民人身安全和擾亂社會安寧。政府就晚上在太古城發生的傷人事件深表遺憾並嚴厲譴責暴力行為，呼籲意見不同的人士放下分歧，保持理性克制、和而不同的態度，絕不可蔑視法紀，行使私刑。

### 太古城中心
太古城中心在凌晨發聲明，對太古城中心及附近的衝突及打鬥事件，導致有人受傷表示遺憾。商場對一切暴力行為及任何非法活動予以譴責，並對事件中的傷者致以慰問。就防暴警察突然闖入商場一事，太古城中心表示並無報警，亦未獲警方行動前預先通知。

### 國際傳媒
趙遇襲事件被多間傳媒如英國廣播公司、英國金融時報、美國NBC新聞、New York Daily News、美國彭博新聞社、Irish Times、澳洲Sunshine Coast Daily、卡塔爾半島電視台和路透社等報導。

## 後續

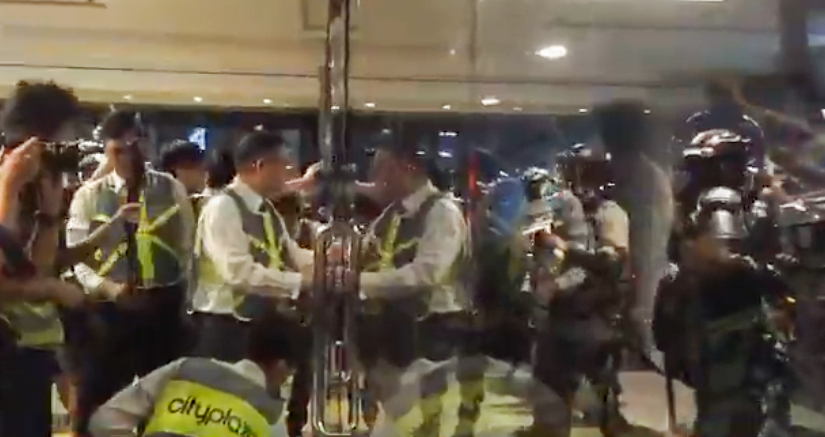
防暴警抵達商場外，商場職員鎖上地下其中一個出入口

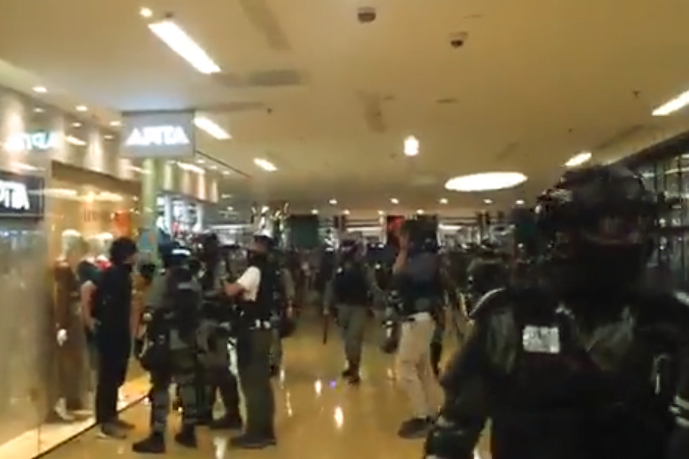
防暴警衝入商場並驅趕記者，最後有兩名市民被捕

### 無綫新聞報導遭批
事件過後，無綫新聞報道引起爭議。有人批評旁述只提及趙家賢「左耳受傷流血」，當晚9時版本亦沒有提及灰衣男子懷疑持刀斬人，只有眾人圍毆該男子的畫面。前無綫新聞時事節目監製區家麟將報道形容為「神剪接」，又諷刺是「新聞奇觀」。截至11月4日下午6時許，通訊事務管理局接獲超過1200宗相關投訴，大部分不滿報道偏頗和有誤導性。

### 市民聲討商場 防暴警再次進入商場
2019年11月4日，數十名市民在太古城中心二期的客戶服務中心，要求商場職員交代當日為何有大批防暴警突然進入商場。晚上近9時20分，防暴警抵達商場外，引起商場內的市民不滿，以垃圾桶和圍欄等雜物阻擋扶手電梯。其後有兩名便衣警在商場截查一名市民，職員亦鎖上地下其中一個出入口。到9時50分，大批防暴警由一期出入口衝入商場，並驅趕記者，最後有兩名市民被捕。

### 6男涉「私了」被控暴動傷人
2022年1月26日，案發逾兩年後。警方拘捕其中6名男子，被指當日連同他人傷害陳真及參與暴動。當中兩人獲准以10萬及20萬元保釋，其餘4人保釋被拒而需要還押。案件在同年11月1日於區域法院提訊。到2023年2月23日，25歲文員表示擬認暴動及蓄意傷人罪。法官郭偉健將案件押後至12月6日正式答辯和求情，被告沒有保釋申請，需還押。

### 襲擊者入稟高院索償
2022年10月19日，罪成並判囚14年半的襲擊者陳真入稟高等法院，指案發當日遭6名男子「私了」而受傷倒地，要求作出賠償，惟入稟狀未有透露金額。